# Punica (frisdrank)

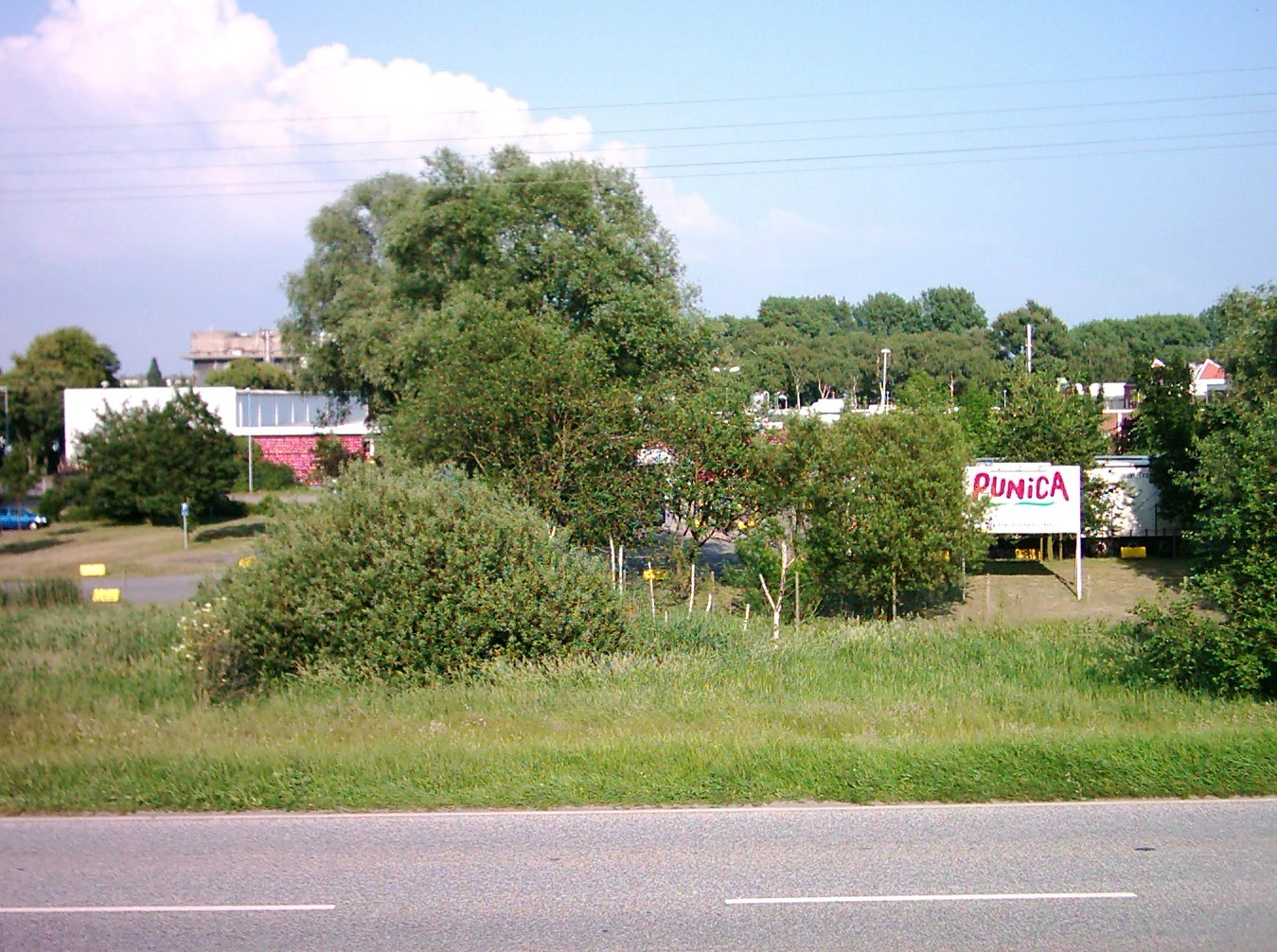
De Punica-fabriek in Hamburg

Punica is een Duitse fruitdrank. De drank was in de jaren 90 populair in Nederland en België, maar verloor daarna aan populariteit. In Duitsland werd Punica nog tot 2022 verkocht. Op 16 maart 2024 werd er bekend gemaakt dat de frisdrank weer geproduceerd zal worden.

## Producten
De oorspronkelijke drank Punica was een drank op basis van geconcentreerd vruchtensap. Met name de Multivitamine 17+4 was in Nederland populair; een gele multivruchtendrank in een herkenbare brede, glazen fles met metalen draaidop. Dit was mede te danken aan de sterke marketing in de Nederlandstalige gebieden, met onder meer reclames die kinderen aanspraken, de slogan Punica Oase en het loyaliteitsprogramma Punica Club. In 1994 werd het assortiment uitgebreid met de Tea & Fruit-lijn: frisdranken uit vruchtensap en thee.
In Nederland en België verdween Punica vanaf 2000 langzaam uit de winkelschappen. In Duitsland ontwikkelde het merk zich verder en produceerde op het laatst negentien verschillende smaken. Zo werd in 2004 de lijn Fruchtig & Spritzig gelanceerd met frisdranken uit 60% vruchtensap en 40% sprankelend bronwater. De oorspronkelijke sappen werden daarna onder de naam Punica Classics verkocht. Naast glazen flessen deden petflessen en softpacks hun intrede en vanaf 2018 werd Punica alleen nog in petflessen verkocht.

## Bedrijfsgeschiedenis
Punica (genoemd naar de wetenschappelijke naam voor de granaatappel: Punica granatum) werd in 1977 door Dittmeyer GmbH op de markt gebracht. Deze firma werd in 1984 overgenomen door Procter & Gamble. In 2004 werd de dochteronderneming Punica Getränke GmbH verkocht aan de Amerikaanse investeerder J.W. Childs, die het in 2005 alweer doorverkocht aan PepsiCo. In februari 2022 werden de sapmerken van PepsiCo in de Tropicana Brands Group ondergebracht, waarvan het meerderheidsbelang aan het Franse private equityfonds PAI Partners werd verkocht. In september 2022 besloten de nieuwe eigenaars Punica niet meer te produceren en het merk op te heffen.
Dit bleek tijdelijk te zijn, want op 16 maart 2024 maakte de Tropicana Brands Group bekend dat de Punica frisdranken via een samenwerking met Columbus Drinkes weer terug in de schappen zullen komen volgens een vernieuwd recept met een hoger vruchtsapgehalte.